# Nazionale femminile di pallacanestro dell'Honduras
La nazionale femminile di pallacanestro dell'Honduras è la rappresentativa cestistica femminile dell'Honduras ed è posta sotto l'egida della Federazione cestistica dell'Honduras.

## Piazzamenti

### Campionati centramericani
- 1977 - 6°
- 1989 - 5°
- 1997 - 5°